# Lake Oturi
Der Lake Oturi ist ein See im South Taranaki District der Region Taranaki auf der Nordinsel von Neuseeland.

## Geographie
Der Lake Oturi befindet sich rund 1,36 km südsüdwestlich der kleinen Ortschaft Waverley und 12 km östlich von Pātea, das direkt an der Küste zur Tasmansee liegt. Die Distanz des Sees zur Tasmansee selbst beträgt rund 4,8 km. Der Lake Oturi, der sich über eine Fläche von 10,9 Hektar ausdehnt, erstreckt sich mit zwei Knicks in seiner Länge über rund 785 m in Nord-Süd-Richtung. An der breitesten Stelle dehnt sich der See über 245 m in Ost-West-Richtung aus. Seine Uferlänge bemisst sich auf rund 2,07 km.
Rund 1,85 km südöstlich ist der Lake Herengawe zu finden.
Der Lake Oturi liegt in einem Feuchtgebiet, in dem Zu- oder Abläufe des Sees nicht klar erkennbar sind.